# Castell de Mur
Castell de Mur är en kommun i Spanien.   Den ligger i provinsen Província de Lleida och regionen Katalonien, i den nordöstra delen av landet, 400 km öster om huvudstaden Madrid. Antalet invånare är 173. Arean är 62 kvadratkilometer. Castell de Mur gränsar till Sant Esteve de la Sarga, Tremp, Àger, Gavet de la Conca, Llimiana och Talarn. 
Terrängen i Castell de Mur är kuperad åt nordost, men åt sydväst är den bergig.